# Elisabeth Dittrich
Elisabeth Dittrich (* 5. Januar 1945 in Wien) ist eine österreichische Politikerin (SPÖ).

## Leben
Nach dem Besuch der Volksschule absolvierte Dittrich das Bundesrealgymnasium im 13. Wiener Gemeindebezirk Hietzing, an welchem sie 1963 maturierte. Als junge Frau arbeitete sie als Graphische Angestellte im Betrieb ihrer Eltern, den sie später als Geschäftsführerin auch leitete.
Bereits in jungen Jahren trat sie der SPÖ bei und fand 1975 Arbeit als Angestellte im Zentralsekretariat der SPÖ-Wien. 1980 kandidierte sie erfolgreich für das Amt einer Bezirksrätin in Hietzing. Nach zwei Jahren auf kommunaler Ebene wurde Dittrich im Juni 1982 Mitglied des Bundesrats. Diesem gehörte sie jedoch nur knapp ein Jahr, bis Mai 1983, an. Danach zog sie als Abgeordnete der SPÖ in den Wiener Landtag und Gemeinderat ein. Bis 1990 hatte sie auf diese Weise ein Abgeordnetenmandat inne.
Innerhalb ihrer Partei, der SPÖ, bekleidete sie von 1981 bis 1989 das Amt der Landesfrauensekretärin.